# Wenzhenzhen (ort i Kina, Jiangxi Sheng, lat 28,35, long 116,08)
Wenzhenzhen är en ort i Kina. Den ligger i provinsen Jiangxi, i den sydöstra delen av landet, omkring 42 kilometer sydost om provinshuvudstaden Nanchang. Antalet invånare är 40 376. Befolkningen består av 18 156 kvinnor och 22 220 män. Barn under 15 år utgör 21,0 %, vuxna 15-64 år 71 %, och äldre över 65 år 7,0 %.
Runt Wenzhenzhen är det tätbefolkat, med 493 invånare per kvadratkilometer. Närmaste större samhälle är Jinxianxian, 18,2 km öster om Wenzhenzhen. Trakten runt Wenzhenzhen består till största delen av jordbruksmark.
Genomsnittlig årsnederbörd är 2 304 millimeter. Den regnigaste månaden är juni, med i genomsnitt 441 mm nederbörd, och den torraste är oktober, med 23 mm nederbörd.